# Elfenbenskusten
Elfenbenskusten (franska: la Côte d'Ivoire), formellt Republiken Elfenbenskusten (franska: République de Côte d'Ivoire), är en suverän stat och republik i Västafrika, vid Atlanten. Landet gränsar till Burkina Faso, Ghana, Guinea, Liberia och Mali. 
Officiell huvudstad sedan 1983 och administrativt centrum är Yamoussoukro, men Elfenbenskustens största stad, den gamla huvudstaden Abidjan är fortfarande finansiellt och industriellt centrum och de flesta utländska ambassader ligger fortfarande kvar där.

## Namn
Landets namn kommer från de portugisiska sjöfarare som på 1400-talet anlände till området och såg att där fanns gott om elefantbetar, elfenben, som kunde utnyttjas för handel.
För att minska förvirringen kring landets namn i internationella forum (Ivory Coast, Elfenbeinküste, Ivoorkust, Costa de Marfil, Côte d'Ivoire, Elfenbenskusten, etcetera) begärde regeringen i oktober 1985 att landets namn skulle vara Côte d'Ivoire på alla språk. Detta har dock inte slagit igenom i någon högre grad och Elfenbenskusten är ännu det officiella namnet på landet i Sverige och Finland. Landets invånare benämns dock på svenska som ivorianer.

## Historia
Regionens äldsta nedtecknade historia återfinns i berättelser från nordafrikanska handelsmän, vilka, vid tiden för romerska rikets uppgång, uppförde en handelskaravan genom Sahara. Ghanariket, det tidigaste av de sudanesiska imperierna, blomstrade i östra delen av nutida Mauretanien från 300-talet till 1200-talet. Efter att Ghanarikets makt minskade växte Maliriket till ett mäktig muslimskt imperium, vilket nådde sin höjdpunkt under den tidigaste delen av 1300-talet. Från 1300-talet till 1500-talet blomstrade Songhairiket i regionen. Det muslimska Kongriket etablerades av juulafolket i början på 1700-talet i den norra centrala regionen. De första européerna som utforskade Västafrika var portugiserna. Portugisiska sjöfarare besökte Elfenbenskusten i slutet av 1400-talet. Den tidigaste återgivna franska resan till Västafrika inträffade 1483. Den första västafrikanska franska kolonin, Saint-Louis, grundades i mitten på 1600-talet i franska Senegal, ungefär samtidigt överlät holländarna kolonin Île de Gorée utanför Dakar till fransmännen.
På 1840-talet påbörjade fransmännen koloniseringen av inlandet. De möttes då av långvarigt väpnat motstånd från de olika folkgrupper som bodde där. Officiellt blev Elfenbenskusten en fransk koloni den 10 mars 1893 genom Louis-Gustave Binger (1856–1936), som blev landets första guvernör. Det sista motståndet i inlandet var dock inte krossat förrän på 1900-talet. De som gjorde motstånd mot kolonialmakten straffades ofta med tvångsarbete och skatter. 1895 införlivades franska Elfenbenskusten i Franska Västafrika. Under kolonialtiden byggdes viss infrastruktur som järnvägar och hamnar, som användes för att exploatera och exportera timmer, palmolja och kakao från landet.
Félix Houphouët-Boigny - som skulle bli landets första president - grundade 1944 en politisk rörelse som motsatte sig de privilegier som européerna hade. Genom sin politiska kamp lyckades Houphouët-Boigny och hans rörelse få igenom ett lagförslag om att förbjuda tvångsarbete i de franska kolonierna. 1946 bildade han Elfenbenskustens demokratiska parti. 1958 fick landet visst självstyre inom Franska samväldet och 1960 blev landet självständigt med den nationella rörelsens ledare, Félix Houphouët-Boigny, som första president. Under den första tiden efter självständigheten hade landet goda ekonomiska utsikter, mycket tack vare de höga priserna på de varor som exporterades från Elfenbenskusten. Levnadsstandarden höjdes, men de demokratiska rättigheterna var kringskurna. Félix Houphouët-Boigny behöll posten som president fram till sin död 1993. Den 25 december 1999 tog militären makten i en statskupp - den enda i Elfenbenskustens historia. I oktober 2000 efterträdde Laurent Gbagbo juntaledaren Robert Guéï som president, och därmed blev militärregimen bara en 10 månader lång parentes.[källa behövs]
President Gbagbos motståndare försökte genomföra en kupp i september 2002. Detta var ett resultat bland annat av att Ouattara, som var premiärminister 1990–1993, hindrades från att ställa upp i presidentvalen 1995 och 2000 med hänvisning till att han hade burkinska rötter. Resultatet av försöket till statskuppen blev istället ett inbördeskrig och landet delades i praktiken i två delar. Rebellstyrkor gjorde anspråk på landets norra halva, medan president Gbagbo styrde över den södra delen av landet. Situationen förvärrades av att ledande politiker utnyttjade de etniska spänningarna i landet för att stärka sin egen ställning. En överenskommelse träffades 2007 mellan parterna genom att bland annat ge rebellerna ministerposter. Regeringen fick dock inte full kontroll över de norra regionerna och spänningarna fortsatte att vara stora mellan Gbagbo och rebelledarna. Det presidentval, som parterna enats om i fredsavtalet, sköts upp flera gånger, men hölls till sist 2010. Större franska och västafrikanska trupper fanns i landet för att upprätthålla freden och hjälpa till att genomföra fredsöverenskommelsen.[källa behövs]
I oktober 2020 valdes president Alassane Ouattara om för en tredje mandatperiod i ett presidentval som urartade i oroligheter.

## Geografi

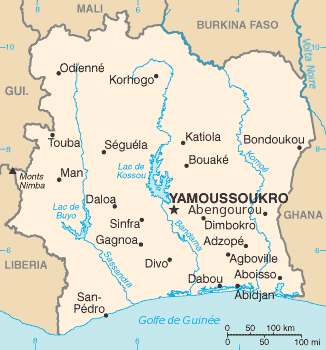
Karta över Elfenbenskusten.

### Topografi
Längs kusten utbreder sig ett lagunkantat lågland med regnskog och där är klimatet tropiskt och i norr är det halvtorrt. Landets inre delar utgörs av en savanntäckt platå, som höjer sig i väster och har sin högsta topp i Mont Nimba (1 752 m) på gränsen mot Liberia. Flera större floder mynnar i Guineabukten.

### Klimat
Landet har tropisk klimat. En gräns mellan den södra delen av landet med ekvatoriellt  regnskogsklimatet och savannklimatet norr därom går vid latituden för 8° nordlig bredd. Medeltemperaturen är i söder 21–33 °C och området har två regnperioder, vilka i kustområdet pågår under maj–juli och  oktober–november. Totalt ger de två regnperioderna omkring 2 000 mm nederbörd per år. Medeltemperaturen i området norr om klimatgränsen varierar mellan 24 °C och 39 °C.  Där blåser ökenvinden harmattan från nordöst  under december till februari den torra och området har torrtid från november till mars. Under april till oktober infaller regnperioden, som ger ca 1 150 mm nederbörd per år. Den relativa fuktigheten ligger på kring 70 procent. I bergen faller omkring 2 000 mm regn per år med störst nederbörd under september.

### Naturskydd och miljöproblem
En gång var Elfenbenskustens skogar Västafrikas största, men de är numera kraftigt avverkade. Vattnet är förorenat av orenat avlopp och industriutsläpp.[källa behövs]

## Styre och politik

### Författning och styre

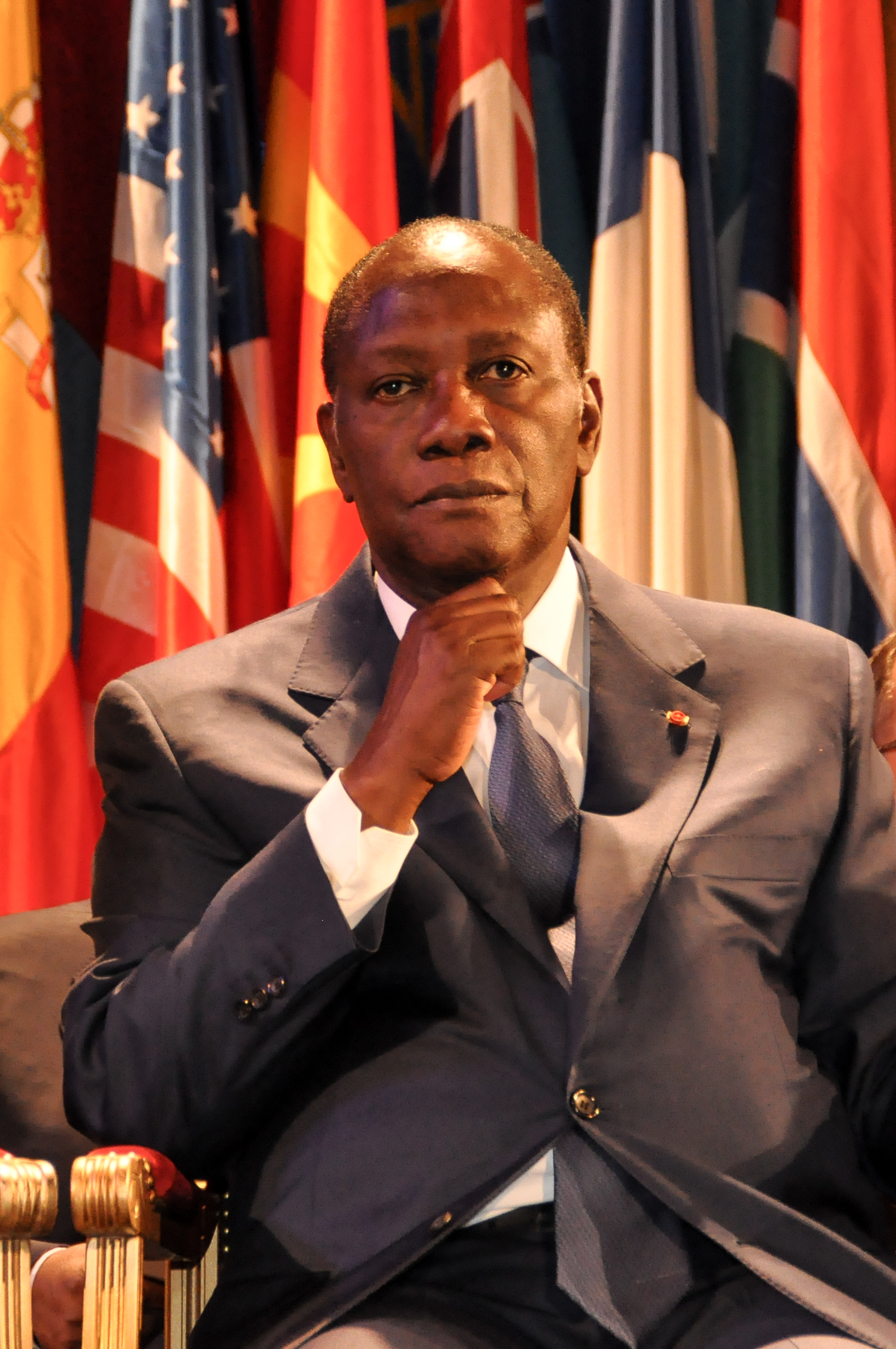
Alassane Ouattara, president sedan 4 december 2010.

I Elfenbenskusten är presidenten både stats- och regeringschef. Den utövande makten ligger hos regeringen medan den lagstiftande makten delas mellan regering och parlament. Landet officiella huvudstad är sedan 1983 Yamoussoukro men Abidjan är fortfarande landets största stad, administrativt centrum och säte för de flesta utländska ambassader.[källa behövs]

### Administrativ indelning

Elfenbenskustens distrikt sedan 2011.

Elfenbenskusten är sedan 2011 indelat i 14 distrikt, som sedan 2011 är den första nivån för landets administrativa enheter. Två av de fjorton distrikten, Abidjan och Yamoussoukro, är autonoma distrikt för större städer. De övriga distrikten är tillsammans på andra nivå indelade i 31 regioner. Samtliga distrikt är indelade på tredje nivå i 108 departement och på fjärde nivå i 510 underprefekturer. Det finns därtill 197 stycken kommuner, den femte administrativa nivån i landet, varav många geografiskt sammanfaller med en underprefektur.

### Politik
Elfenbenskusten var fram till 2002 ett av Västafrikas mest stabila länder. Efter att Frankrike drog sig ur Elfenbenskusten 1960 har landet präglats av motsättningar mellan de norra och södra delarna. Södra Elfenbenskusten är rikt på jordbruk (landet är världens största kakaoproducent) och kuststräckan rymmer flera viktiga handelsplatser, medan de norra delarna saknar motsvarande ekonomiska resurser. Därtill finns etniska och religiösa skillnader, där de flesta i norr är muslimer medan de i syd till största delen är kristna. Trots detta lyckades Elfenbenskusten första president Félix Houphouët-Boigny skapa stabilitet i landet under sina 33 år vid makten. Efter hans död 1993 började de religiösa, etniska och politiska spänningarna öka kraftigt.
I slutet av år 2002 bröt ett inbördeskrig ut efter att rebeller inom Nya Styrkorna förklarat uppror mot president Gbagbo. Sedan dess har landet i praktiken varit delat i två delar. Rebellgruppen Nya Styrkorna har haft kontrollen över den norra delen av landet och regeringsstyrkorna över den södra delen. 8 000 FN-soldater, understödda av 4 000 franska soldater, patrullerade i den buffertzon som upprättades mellan den södra och den norra delen av landet. Människorättsorganisationer har påtalat att inbördeskriget lett till övergrepp mot civilbefolkning, krigsfångar och barnslaveri inom kakaoproduktionen.
Efter nära fyra års återkommande strider inleddes en dialog mellan de krigförande parterna i februari 2007, med hjälp av grannlandet Burkina Faso. Det ledde fram till en fredsöverenskommelse månaden därpå. Enligt avtalet ska parterna diskutera maktfördelning i en framtida regering, en folkräkning inför nästa val, avväpning av rebellerna och en reformering av armén, FN-zonen ska upphöra den 16 april och ersättas med ett antal observationsposter, bemannade med FN-personal. Antalet observationsposter kommer i sin tur att halveras varannan månad. De ska slutligen ersättas med inhemska styrkor, bestående av soldater från båda sidor i konflikten.
En ny samlingsregering, innehållande representanter för de båda ärkefienderna Laurent Gbagbo och Guillaume Soro, presenterades på påskafton 2007. Den nya regeringen innehöll representanter för Gbagbos parti Ivorianska folkfronten (FPI) och Nya krafterna, men även Republikansk samling (RDR) och Elfenbenskustens demokratiska parti (PDCI), några mindre partier och representanter för det civila samhället fick ministerposter. Gbagbo godkände senare en lag som gav amnesti för brott som begåtts under kriget..
En FN-resolution från november 2006 krävde att fria och demokratiska val skulle ha hållits i Elfenbenskusten den kommande hösten, två år efter att Gbagbos officiella mandat löpt ut.

#### Valet 2010 och efterföljande våld
I november 2010 hölls presidentvalet i Elfenbenskusten, ett val som egentligen skulle ha hållits 2005 men som hade fått skjutas fram på grund av oroligheter i landet. Många hoppades att valet skulle återförena landet som varit splittrat sedan försöket till statskupp 2002. Efter valet meddelade landets valkommission att den sittande presidenten Laurent Gbagbo hade fått totalt 45,9 procent av rösterna medan oppositionsledaren Alassane Ouattara fått 54,1 procent. De två rivalerna Gbagbo och Ouattara har delvis liknande ekonomiskt-politiskt program, men skiljer sig åt när det gäller relationen till Elfenbenskustens förra president och den forna kolonialmakten Frankrike.
Strax efter valet upphävdes valresultatet av landets grundlagsråd som hänvisade till valfusk i de delar av Elfenbenskusten där Alassane Ouattara hade mest stöd. Den sittande presidenten Laurent Gbagbo vägrade därigenom att avgå, trots att Ouattara av en nästintill enig omvärld erkänts som en rättmätig segrare. Det havererade valet har lett till upptrappade stridigheter mellan Gbagbos och oppositionens anhängare. Våldet har lett till en humanitär katastrof och så mycket som en miljon människor befinner sig enligt FN:s flyktingorgan UNHCR på flykt undan striderna i området kring landets största stad Abidjan liksom från de västra delarna av landet (april 2011).
Den 6 april hittade FN-personal över 100 lik i bland annat Blolequin och Guiglo. I staden Duékoué har det tidigare hittats 229 mördade personer och den 6 april hittade man ytterligare 15 mördade personer. Mycket av våldet och mördandet tros vara etniskt betingat. Den 11 april 2011 greps presidenten Laurent Gbagbo av Alassane Ouattaras trupper i sitt residens i Abidjan och tvingades därigenom att lämna ifrån sig makten till förmån för valsegraren Alassane Ouattara.

#### Valet 2020
I oktober 2020 valdes president Ouattara om för en tredje mandatperiod i ett presidentval som urartade i oroligheter. Ouattara hade lovat att lämna över makten efter de två mandatperioder som grundlagen tillåter, men när hans tilltänkte efterträdare dog kort inpå valet ångrade han sig.  Oppositionsledarna, Laurent Gbagbo och Henri Konan Bedie, var båda tidigare presidenter. Våldet kring valet rev upp gamla sår, främst från valet 2010 där ett inbördeskrig tog vid när den dåvarande presidenten Laurent Gbagbo vägrade att erkänna sig besegrad av Alassane Ouattara.[källa behövs]

## Ekonomi och infrastruktur
Elfenbenskusten har en för afrikanska förhållanden välutvecklad ekonomi. Den politiska stabiliteten efter självständigheten har lockat utländska investeringar och en inhemsk industri byggdes upp på 1960- och 1970-talen. Banden till det gamla moderlandet Frankrike är alltjämt starka. 
Ekonomin är mycket känslig för vädret och för variationer i världsmarknadspriserna. Genom att uppmuntra till ett utvecklat och diversifierat jordbruk och genom att öppna landet för utländska investerare har Elfenbenskusten haft en gynnsam utveckling jämfört med de övriga länderna i regionen. Undantaget är åren 2000 till 2002 då tillväxten var negativ beroende på inbördeskriget och låga världsmarknadspriser på exportvarorna.[källa behövs]
Frankrike har stora ekonomiska intressen i landet; de 14 000 fransmän som bor där har ett stort inflytande på landets näringsliv.[källa behövs]

### Näringsliv

#### Jord- och skogsbruk, fiske
Huvudnäring är jordbruket, och gör landet till en av världens största producenter och exportländer av kaffe, kakao och palmolja. Majs, jams, kassava och ris odlas för inhemskt behov. Abidjan är en betydande fiskehamn; främst fångas tonfisk. 
Skogsbruket är omfattande och ger ädelträ, som mahogny och teak. Det finns ett par diamantgruvor, järnmalmsfyndigheter (oexploaterade) vid gränsen mot Liberia (Nimbabergen) och vid kusten en del olja.

#### Energi och råvaror
Drygt 60 procent av elektriciteten produceras av fossila bränslen och resterande av vattenkraft.
Elfenbenskusten har naturtillgångar i form av petroleum, naturgas, diamant, mangan, järnmalm, kobolt, bauxit, koppar och vattenkraft.[källa behövs]

### Infrastruktur

#### Utbildning och forskning
År 2015 var 56,9 % den vuxna befolkningen analfabeter (46,9 % av männen och 67,5 % av kvinnorna).

## Befolkning

### Demografi

#### Större städer
Den största staden är Abidjan, vars befolkning inom dess administrativa gränser vid folkräkningen 15 maj 2014 beräknades vara 4 395 243 invånare. Dessutom fanns samma datum elva städer med en befolkning över 100 000 invånare inom sina administrativa gränser: Bouaké (536 719 invånare), Daloa (245 360 invånare), Korhogo (243 048), huvudstaden Yamoussoukro (212 670 invånare), San-Pédro (164 944 invånare), Gagnoa (160 465 invånare), Man (148 945 invånare), Divo (105 397 invånare), Anyama (103 297 invånare), Soubré (101 196 invånare) samt Abengourou (100 910 invånare).

#### Minoriteter
Befolkningen är blandad, med ett sextiotal etniska grupper, främst akanfolk i söder (med bland annat den största folkgruppen baule) och mandefolk i norr, de talar olika niger-kongo-språk. Elfenbenskusten har ett stort antal invandrare från grannstaterna Burkina Faso och Mali och det finns en del européer (mest fransmän). Religiöst spelar traditionella afrikanska kulter stor roll. Därnäst är islam den främsta religionen.

### Språk
Franska är Elfenbenskustens officiella språk och det mest talade språket i Abidjan, dessutom finns det minst 60 lokala språk och dialekter. Bland dessa är dioula det mest utbredda.
Vid gränsen mellan Mali och Elfenbenskusten används N'ko- alfabetet.

### Religion
En fjärdedel av befolkningen är kristna varav de flesta är romersk-katolska. De bor till övervägande delen i den södra delen av landet. 35 % av Elfenbenskustens invånare är muslimer, varav de flesta är sunnimuslimer. Övriga 40 % av människorna i landet tillhör någon av de inhemska naturreligionerna. Bland gästarbetarna är majoriteten muslimer.
År 1985 lät Elfenbenskustens president bygga en luftkonditionerad katolsk katedral, Notre-Dame de la Paix. Då den stod färdig 1989 blev den större än Peterskyrkan i Rom och därmed världens största kyrkobyggnad.

### Hälsa
År 2016 var 2,7 procent av den vuxna befolkningen smittade av hiv/aids, vilket motsvarade totalt 460 000 personer. Samma år avled 25 000 personer till följd av aids. Andelen av den vuxna befolkningen som led av fetma uppgick till 10,3 procent. Moderns medianålder vid födseln av sitt första barn, för mödrar i åldersgruppen 25–29 år, var 19,8 år enligt siffror från 2011/12. Mödradödligheten beräknades till 645 dödsfall per 100 000 födslar år 2015. Dessutom var 15,7 procent av barn under fem års ålder underviktiga enligt statistik från 2012.

### Övriga befolkningsdata
Den senaste folkräkningen hölls den 15 maj 2014 och då uppgick den faktiskt befintliga befolkningen i Elfensbenskusten (de facto) till 22 224 509 invånare, varav 11 441 896 män och 10 782 613 kvinnor. Den folkbokförda (de jure) befolkningen i folkräkningen uppgick till 22 671 331 invånare, varav 11 708 244 män och 10 963 087 kvinnor. Folkräkningar hade tidigare hållits 1998, 1988 och 1975. Invånartalet i Elfenbenskusten uppskattades i juli 2017 av The World Factbook till 24 184 810 invånare, av Förenta nationerna (befolkning den 1 juli 2017) till 24 295 000 invånare, av Internationella valutafonden till 24 960 000 invånare (för år 2017) samt av Världsbanken (juli 2016) till 23 695 919 invånare. Enligt en projektion av Elfenbenskustens nationella statistikinstitut Institut National de la Statistique de Côte d'Ivoire (INS) beräknades antalet invånare 2017 till 24 571 044 personer.

## Kultur

### Massmedier

#### Press och förlag
- Nyhetsbyrån Agence Ivoirienne de Presse (AIP) - statsägd
- Fraternité Matin - statsägd dagstidning
- Notre Voie - dagstidning, ägd av det regerande partiet
- Le Patriote - oppositionens dagstidning
- Soir Info - privatägd dagstidning
- Le Nouveau Reveil - privat privatägd dagstidning
- Le Jour - privatägd dagstidning
- 24 Heures - privatägd dagstidning
- Le Front - privatägd dagstidning
- L'Inter - privatägd dagstidning[30]

#### Radio och television
- Radiodiffusion Television Ivoirienne (RTI) - statsägd, sköter La Chaine Nationale och Frequence 2
- Nostalgie - privatägd, Abidjan FM station
- Africa No1 - vidaresändning av Gabonbaserad pan-African station, med några lokala program
- Radio Espoir - Abidjans katolska radiostation
- Radio Paix Sanwi - Aboisso katolska radiostation
- Onuci FM - sköts av FN:s fredsbevarande organisation
- TV-Radiodiffusion Television Ivoirienne (RTI) - statsägd, sköter La Premiere och TV2[30]

### Idrott

#### Kända fotbollsspelare
- Eric Bailly
- Wilfried Bony
- Seydou Doumbia
- Didier Drogba
- Emmanuel Eboué
- Gervinho
- Salomon Kalou
- Abdul Kader Keïta
- Arouna Koné
- Bakari Koné
- Kolo Touré
- Yaya Touré
- Didier Zokora
- Wilfried Zaha
- Sayouba Mandé

#### Rankingstatistik inom fotboll
Baserat på perioden Aug 1993-Maj 2006
- Högsta ranking: 20 19/12-1995
- Lägsta ranking: 75 12/05-2004
- Snittranking: 44,042

## Internationella rankningar
| Organisation               | Undersökning                     | Bedömning                                   | Rankning   |
| -------------------------- | -------------------------------- | ------------------------------------------- | ---------- |
| Heritage Foundation        | Index of Economic Freedom 2019   | 62,4 (Moderately free; 100 är bäst)         | 78 av 180  |
| Reportrar utan gränser     | Pressfrihetsindex 2018           | 29,52 (0 är bäst)                           | 71 av 180  |
| Transparency International | Corruption perception index 2018 | 35 (0 är väldigt korrupt, 100 väldigt rent) | 105 av 180 |
| FN:s utvecklingsprogram    | Human Development Index 2018     | 0,516 - Low human development               | 165 av 189 |
| The Economist              | Demokratiindex 2018              | 4,15 - Hybridregim (10 är bäst)             | 113 av 167 |